# Елизаров, Анатолий Андреевич
Елиза́ров Анато́лий Андре́евич (род. 14 июня 1998, Шемонаиха, Казахстан) — российский хоккеист клуба «Югра», выступающего в ВХЛ.

## Карьера
Елизаров родом из небольшого города Шемонаиха в Казахстане. В возрасте одного года с родителями переехал в Санкт-Петербург, где и начал играть в хоккей. На ярмарке юниоров КХЛ 2015 года был выбран в 1-м раунде под общим 14-м номером клубом «Салават Юлаев».
В 2017 году после двухлетнего отъезда в Канаду подписал двухлетний контракт с «юлаевцами». 1 марта 2018 года против «Ак Барса» (4:2), дебютировал в КХЛ.
25 июня 2019 года подписал двухлетний двусторонний контракт с клубом «Сочи». В составе «Салавата Юлаева» он сыграл 40 матчей, но не сумел отметиться результативными действиями.В плей-офф Анатолий сыграл 6 матчей, но очков набрать не смог.

### В сборной
В 2018 году на чемпионате мира выступал за молодёжную сборную России, где в 5-и матчах набрал 1 (0+1) очко.